# Grumman G-73 Mallard
Pour les articles homonymes, voir Grumman, G73 et Mallard.
Dimensions
Le Grumman G-73 Mallard (canard colvert) est un aéronef amphibie-hydravion à coque civil, du constructeur aéronautique américain Grumman, fabriqué à 59 exemplaires entre 1946 et 1951.

## Historique

### Développement

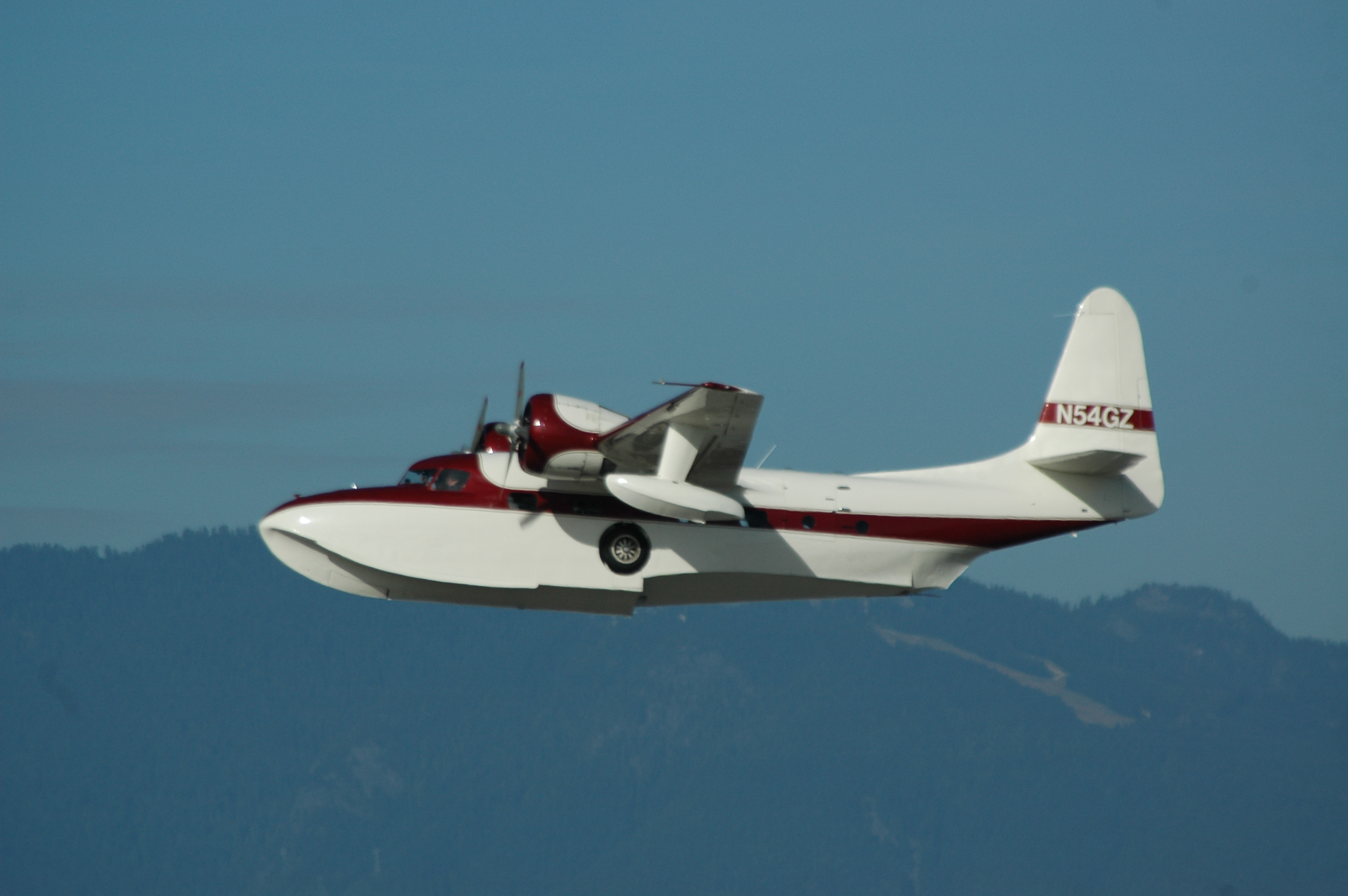
Grumman G-73 Mallard en vol.

Fin 1945 les ingénieurs de chez Grumman eurent l'idée de développer une version civile de l'amphibie Grumman G-21 Goose, variante du Grumman G-44 Widgeon, développé durant la Seconde Guerre mondiale. Le nouvel avion fut baptisé Mallard (c'est-à-dire « canard colvert »). Il reçut le numéro G-73 dans la nomenclature du constructeur.
Reprenant les grandes lignes de son prédécesseur, il abandonnait tout équipement militaire au profit d'une capacité d'accueil de dix passagers dans un luxe assez important. Clairement le nouvel amphibie visait le marché civil.
La mise au point du G-73 Mallard fut assez rapide et le premier vol intervint fin avril 1946. 

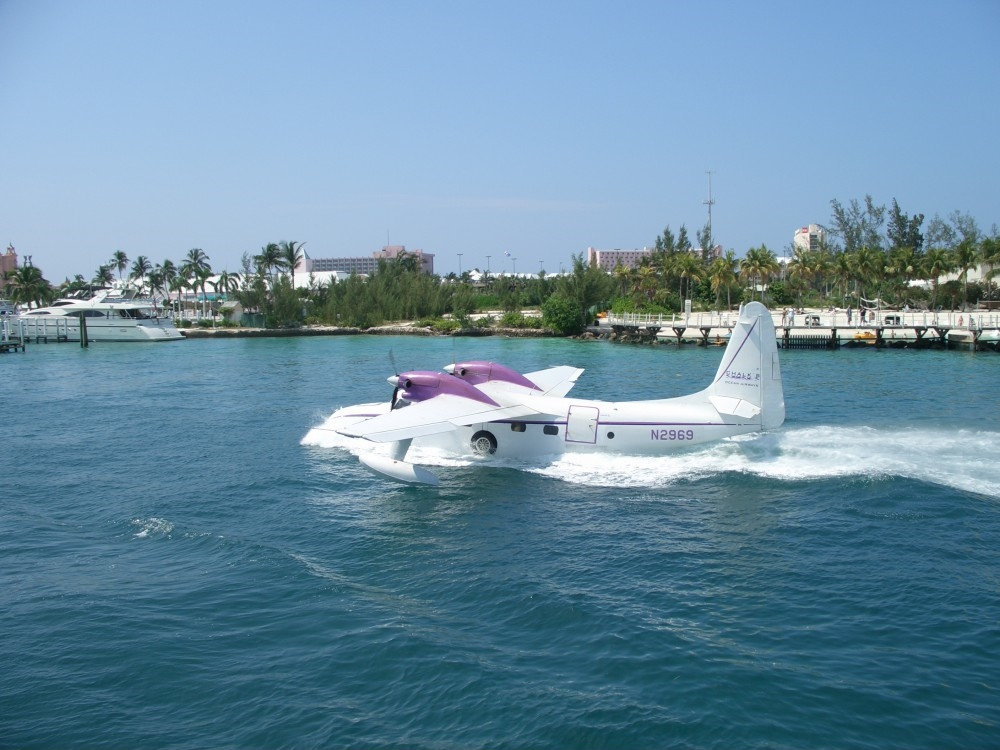
À Paradise Island de Nassau aux Bahamas

La commercialisation de ce bimoteur commença cette même année. La production en série dura jusqu'en 1951 inclus, et se termina avec la livraison du cinquante-neuvième et dernier exemplaire. La majorité d'entre eux furent acquis par des compagnies aériennes de seconde zone ou par de riches clients privés qui en firent leurs avions d'affaires personnels. Le Grumman HU-16 Albatross lui succède à partir de 1949.

### Modernisation
Dans le courant des années 1970 plusieurs G-73 Mallard firent l'objet de chantiers de modernisation. Leurs moteurs en étoile d'origine laissant la place à plusieurs types différents de turbopropulseurs plus puissants, moins gourmands en carburant, et réputés plus sûrs. Plusieurs d'entre eux le furent au moyen de Pratt & Whitney Canada PT6 disponibles rapidement et en grand nombre.

## Utilisateurs
Si la majorité des utilisateurs commerciaux américains n'assure plus de vol avec des Mallard quelques exemplaires cependant se produisaient encore en meetings aériens au début des années 2010.

### Utilisateurs civils

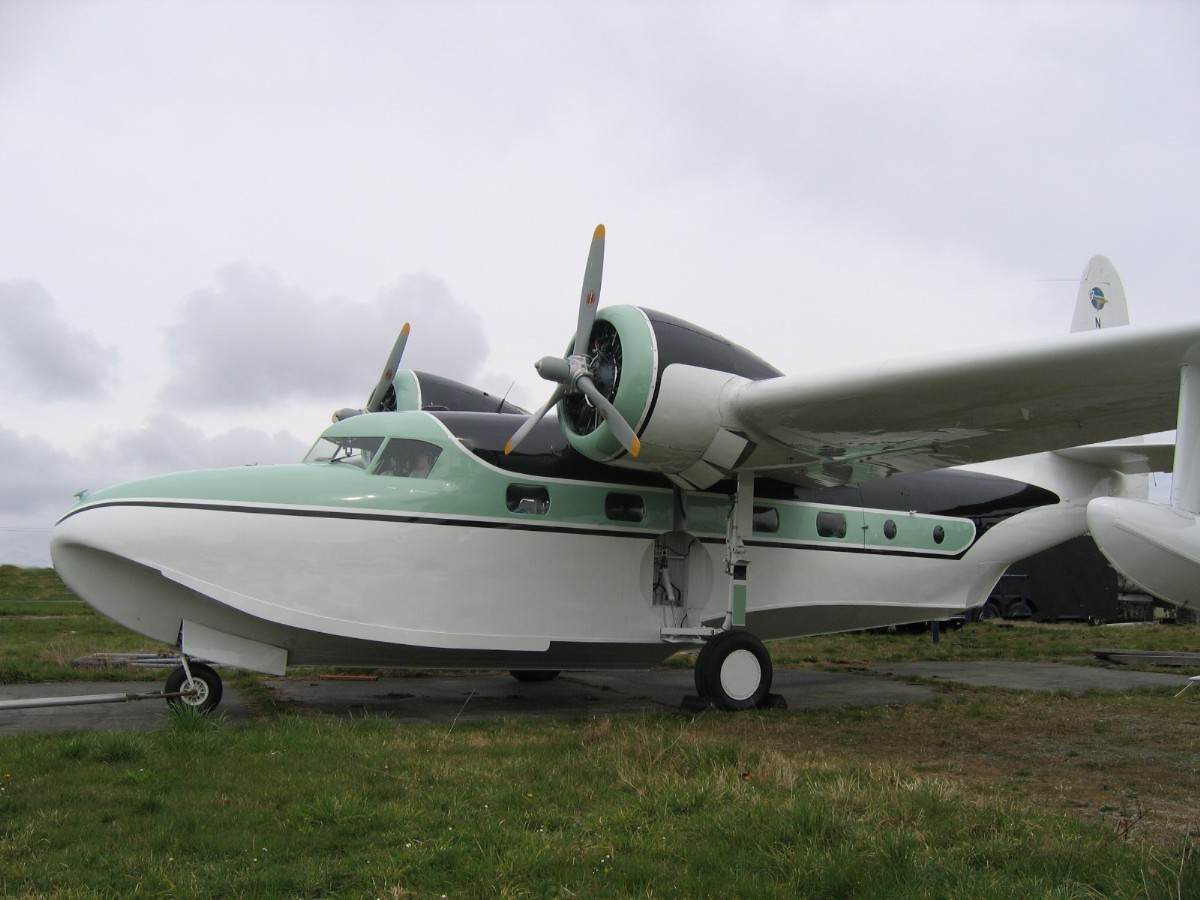

Des Mallard civils volent encore en 2016 ou ont volé dans les pays suivants : l'Australie, le Canada, les États-Unis, les Îles Cook, la Nouvelle-Guinée, le Royaume-Uni, le Timor oriental, ou encore la Thaïlande.

### Compagnie aérienne
- Chalk's Ocean Airways : ancienne compagnie aérienne américaine d'hydravion basée à Fort Lauderdale près de Miami, qui relie la Floride aux Bahamas entre 1917 et 2007.

### Utilisateurs militaires et parapubliques
Le seul utilisateur militaire connu de cet amphibie est l'Armée de l'air égyptienne (Al-Qūwāt al-Gawwīyä al-Miṣrīy).

## Aspects techniques

### Description

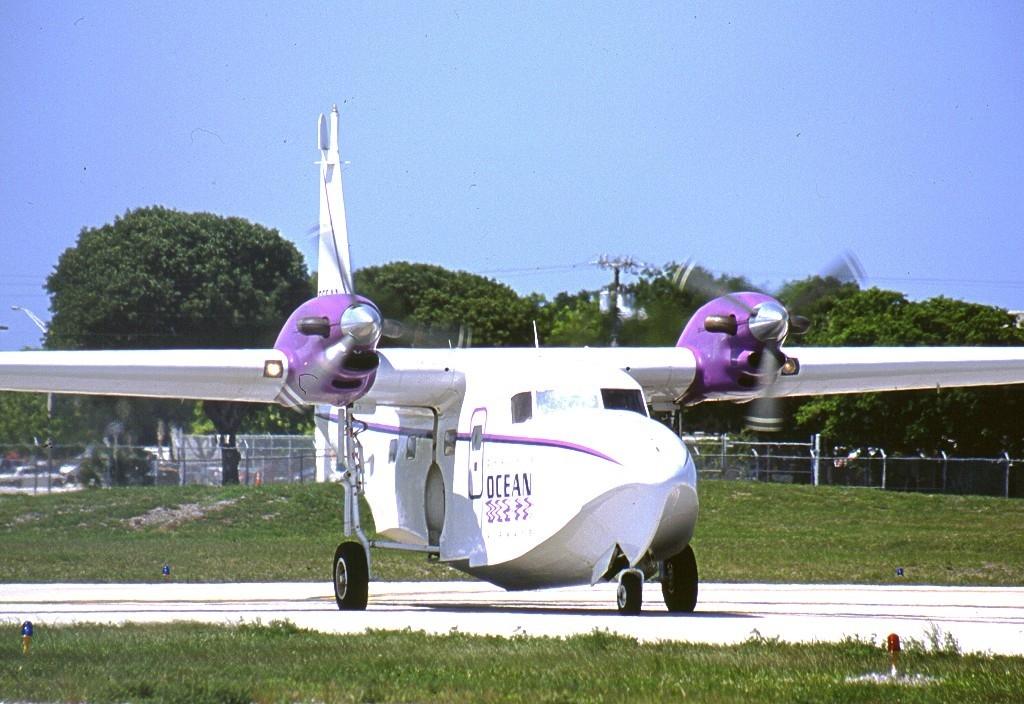
Grumman G-73T Turbo Mallard.

Le Grumman G-73 Mallard se présente sous la forme d'un hydravion à coque monoplan à aile haute de construction entièrement métallique. Sa propulsion est assurée par deux moteurs 9 cylindres en étoile Pratt & Whitney R-1340-S3H1 de 600 chevaux, entraînant chacun une hélice tripale. Son cockpit est prévu pour accueillir trois membres d'équipage : pilote, copilote et radio-navigateur. Sa cabine permet d'embarquer dix passagers. Comme tout amphibie le G-73 Mallard peut opérer depuis le sol ou l'eau, donc il possède tout à la fois une coque à double redent et un train d'atterrissage tricycle escamotable.
Deux petits flotteurs annexes ont également été montés en extrémités de voilure.

### Désignations
- Grumman G-73 Mallard : Désignation générale de la famille d'amphibies, attribuée aux 59 avions de série construits.
  - Grumman G-73T Turbo Mallard : Désignation attribuée aux exemplaires remotorisés avec des turbopropulseurs.

## Accidents

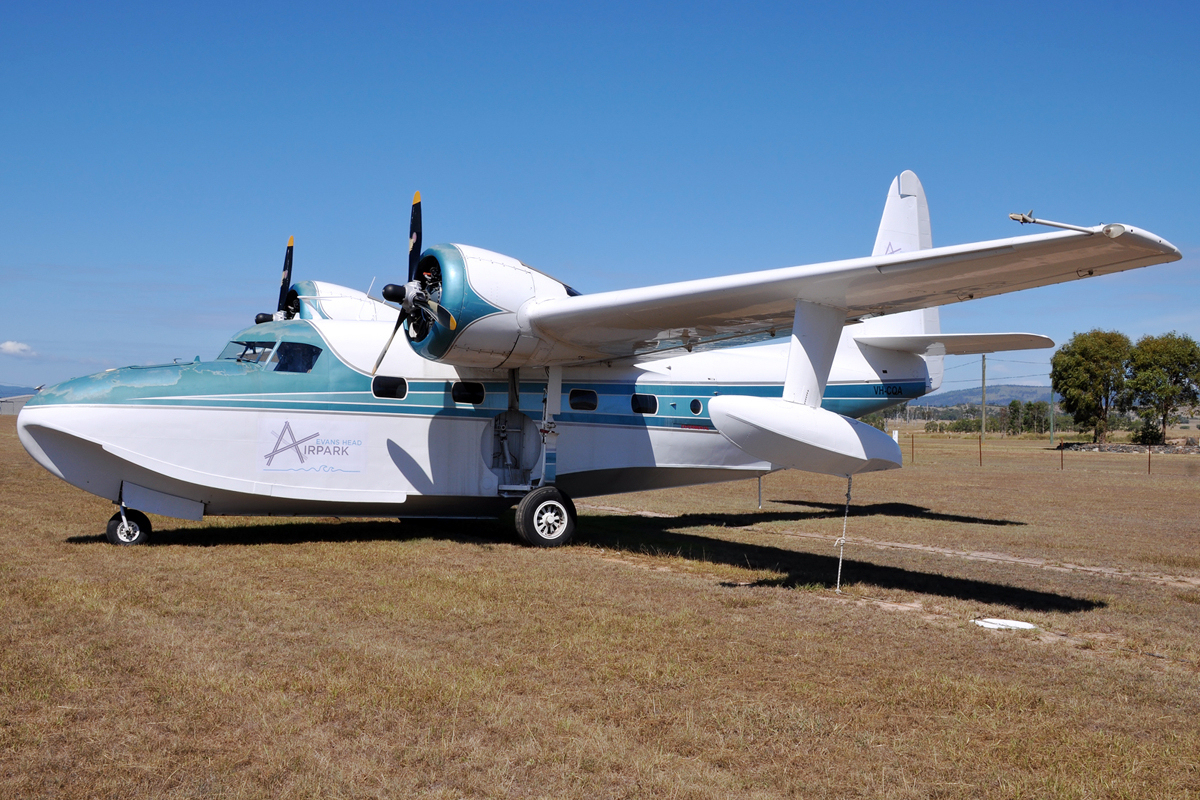
VH-CQA, l'appareil impliqué dans l'accident à Perth, ici en avril 2016.

Le 19 décembre 2005, l'hydravion effectuant le vol Chalk's Ocean Airways 101 à destination des Bahamas se prépare au décollage dans la baie de Miami. A 150 mètres d'altitude à peine, l'appareil explose et disparaît dans les eaux du port. Des témoins présents au moment du drame affirment qu'une des ailes a explosé. Le seul enregistreur de vol équipant l'appareil contenait l'enregistrement des conversations entre les pilotes mais leur écoute est inaudible. L'analyse des débris de l'avion révèle des fissures dans la structure de l'aile. Ces anomalies avaient été détectées par le service de maintenance qui avait procédé à des réparations superficielles. Les 19 occupants de l'avion sont morts sur le coup. La compagnie, en difficulté financière au moment de l'accident, a disparu peu après.
Le 26 janvier 2017, l'exemplaire VH-CQA, qui appartient à un particulier, s'écrase dans la Swan à Perth en Australie Occidentale. Cet accident intervient pendant les festivités liées à la fête nationale australienne. Le pilote et son épouse sont tués dans l'accident.

## Sources & références

### Sources bibliographiques
- Michel Marmin (réd. en chef), Jean-Claude Bernar (dir.) et Marion Mabboux (resp. d'éd.), Encyclopédie "Toute l'aviation", Lausanne, Editions Atlas, 1993, 15 vol. (ISBN 978-2-7312-1326-3, 978-2-731-21344-7 et 978-2-731-21345-4, OCLC 715773689).
- Jacques Legrand, Chronique de l'aviation, Paris, Éditions Chronique, 1991 (ISBN 2-905969-51-2).
- Alain Pelletier, Les Avions de ligne américains des origines à nos jours, Clichy (92), Éditions Larivière, 2008 (ISBN 978-2-84890-128-2).

## Au cinéma et télévision
- 1949 : La Furie des tropiques, d'André de Toth[13]
- 1984 : Deux Flics à Miami, série télévisée américaine (Chalk's Ocean Airways)[14]
- 1984 : Careless Whisper, clip de George Michael (Chalk's Ocean Airways)[15]

### Sources web
- Le G-73 Mallard sur le site anglophone flugzeuginfo.